# Saint-André-de-Chalencon

Saint-André-de-Chalencon este o comună în departamentul Haute-Loire, Franța. În 2009 avea o populație de 339 de locuitori.